# سباق دوفين للدراجات 2000
سباق دوفين للدراجات 2000 (بالإنجليزية: 2000 Critérium du Dauphiné Libéré)‏  هو سباق دراجات هوائية، وهو الموسم رقم 52 من السباق، وأقيم خلال الفترة 4 يونيو 2000، وحتى 11 يونيو 2000، وهو من نوع سباق المرحلة.
فاز فيه بالمركز الأول تايلر هاميلتون، وبالمركز الثاني هايمار زوبيلديا.

## الفائزون
| الترتيب | الفائز          |
| ------- | --------------- |
| الفائز  | تايلر هاميلتون  |
| الثاني  | هايمار زوبيلديا |